# Solvólise
No âmbito da Química a solvólise, também chamada de reação de solvólise, é geralmente definida como sendo a “reação química com um solvente”. Neste processo uma ou mais ligações químicas são quebradas. O mecanismo da solvólise corresponde ao de uma substituição nucleofílica ou reação de eliminação. O solvente portanto atua como um nucleófilo.

## Formas
Para certos nucleófilos existem termos específicos para o tipo de reação de solvólise: por exemplo, para água, o termo é hidrólise; Para álcoois, alcoólise; Para a amônia, amonólise; Para glicóis, glicólise; Para aminas, aminólise, etc. A seguir estão representados algumas das reações mais comuns:

### Hidrólise
Embora a solvólise se refira frequentemente a um contexto de química orgânica, a hidrólise é muito comum na química inorgânica, onde os complexos aquosos de íons metálicos reagem com moléculas de solvente devido à acidez de Lewis do metal. Por exemplo, as soluções aquosas de cloreto de alumínio são ácidas devido ao complexo de água-alumínio que se forma quando esse reage com a água, levando a liberação de íons hidroxila que  fortemente se ligam ao alumínio, liberando prótons que reduzem o pH.
Na química orgânica, as reações de hidrólise frequentemente geram dois fragmentos a partir de um substrato inicial. Por exemplo, a hidrólise de amidas gera ácidos carboxílicos e aminas; A hidrólise de ésteres gera álcoois e ácidos carboxílicos.

### Alcoólise
Um exemplo de uma reação de solvólise é a reação de um triglicérido com um álcool simples tal como metanol ou etanol gerando os ésteres de metila ou etila do ácido graxo em questão, bem como glicerol. Esta reação é mais vulgarmente conhecida como uma reação de transesterificação devido à troca dos fragmentos de álcool.

### Amonólise
Amonólise refere-se a solvólise pela amônia, mas também pode descrever o ataque nucleofílico pela amônia de forma mais geral. Como a amônia evapora a -33°C, raramente ela é utilizada como solvente na sua forma pura, sendo utilizada na forma de uma solução aquosa saturada. Por esta razão, a amonólise pode ser considerada um caso especial de solvólise, uma vez que a amônia é dissolvida em um solvente. Apesar disso, as reações são geralmente altamente seletivas, devido à maior nucleofilicidade da amônia em relação à água.